# شارع صلاح الدين (القدس)
شارع صلاح الدين هو شارع يقع في الجزء الشرقي من مدينة القدس، فلسطين. يمتد قرابة 760 مترًا ابتداءً من التقائه مع شارع السلطان سليمان المحاذي للأسوار الشماليّة للبلدة القديمة عند باب الساهرة وينتهي بالتقائه مع طريق نابلس عند قبور السلاطين و المستعمرة الأمريكيّة، كما يتقاطع مع شارع الزهراء. سُمِّي نسبةً إلى صلاح الدين الأيوبي الذي فتح القدس بعد معركة حطين.
يُعد الشارع من الطرق التجاريّة الحيويّة والواصلة للبلدة القديمة بالطرق الرئيسية في القدس. كما تفرض إسرائيل العديد من الإجراءات التي تؤثر سلبًا عليه منذ عام 1967، حيث تُفرض الضرائب العالية على تجّاره الفلسطينيين ويُمنع تجديد البناء فيه.

## تاريخ
تعود بدايات تأسيس الشارع إلى عهد الدولة العثمانية في نهاية القرن التاسع عشر. ويُعد منذ خمسينيات القرن العشرين الشريان التجاري في القدس بعد سقوط الجزء الغربي من المدينة بيد إسرائيل عام 1948.

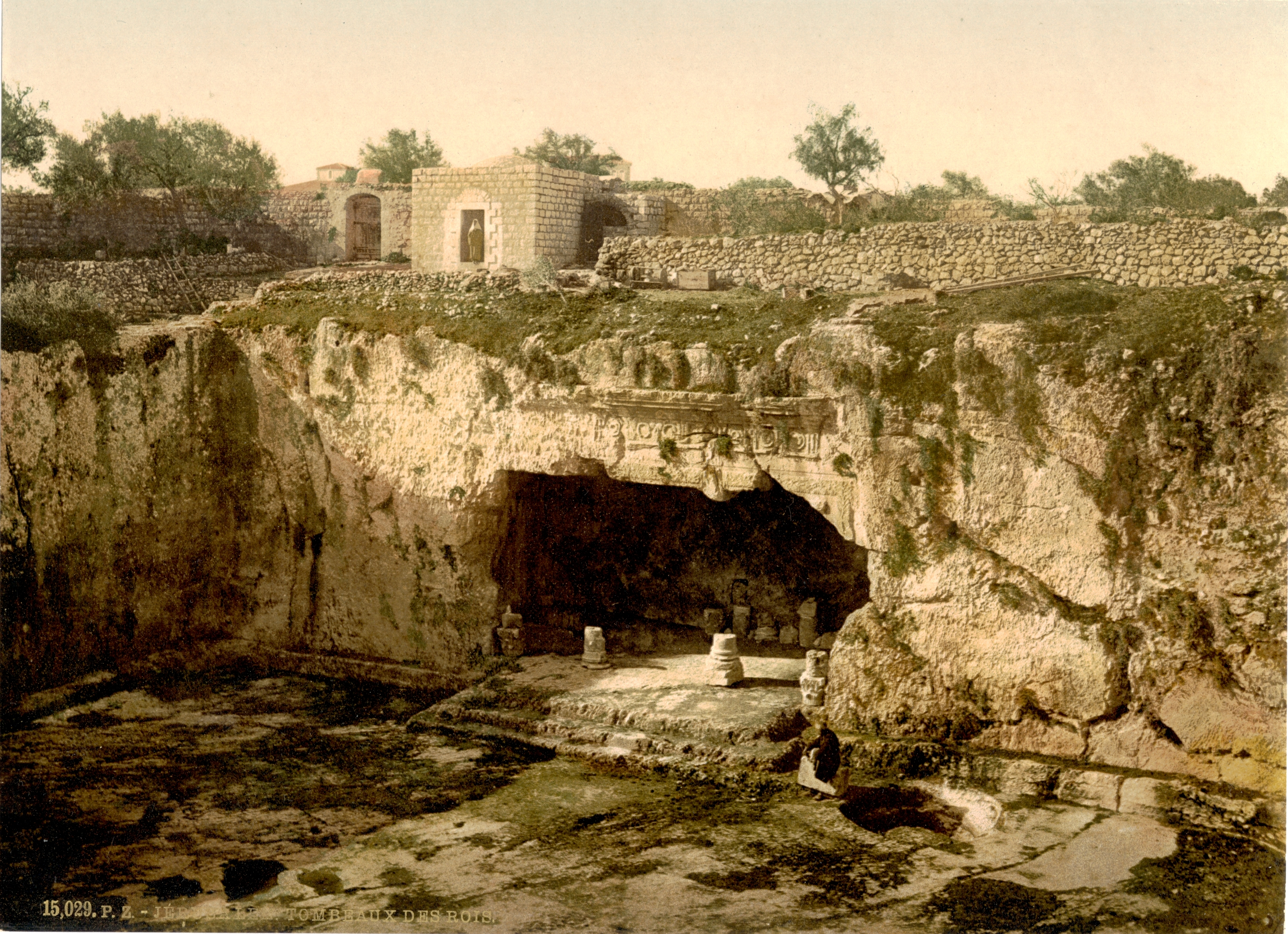
الشارع أعلى قبور السلاطين في نهاية القرن التاسع عشر.

لكن الحياة التجاريّة فيه بدأت بالتقلص بعد حرب 1967 بسبب ممارسات السلطات الإسرائيليّة التي تتعمّد إهمال الخدمات. كما يفتقر لوجود بنية تحتيّة ومصارف مياه الأمطار وترميم أرصفته وتعبيده منذ أن احتلّت إسرائيل الجزء الشرقي من القدس. يشهد الشارع مواجهات مستمرّة بين الشبّان الفلسطينيين والجيش الإسرائيلي الذي قام باعتقال العديد منهم فيه، كما قام مؤخرًا بتركيب كاميرات مراقبة على طول الشارع بالإضافة إلى إغلاقه لفترات مختلفة، ممّا سبّب بأزمات مروريّة كبيرة.
تجدر الإشارة إلى أن لجنة التسميات في بلديّة القدس الإسرائيليّة قد أعلنت في شهر كانون الأول/ ديسمبر 2017 أنها تدرس طلبًا قُدِّم من أحد النوّاب الإسرائيليين المتطرفين في الكنيست لتغيير اسم شارع صلاح الدين إلى شارع دونالد ترامب ردًا على قراره بالاعتراف بالقدس عاصمةً لإسرائيل ونقل السفارة الأمريكيّة إليها في نفس الشهر.

## معالم الشارع
يوجد في الشارع تقريبًا 153 محلاً تجاريًا و4 فنادق وعدد كبير من المعالم المقدسيّة كالمسرح الوطني الفلسطيني وقبور السلاطين وكاتدرائية ونُزُل حجّاج القديس جورج (مدرسة وكنيسة المطران) ودائرة قاضي القضاة والمحكمة الشرعيّة الإسلاميّة ومقبرة الساهرة وشركة كهرباء محافظة القدس والمدرسة الأمريكيّة للدراسات الشرقيّة (معهد أولبرايت)، بالإضافة إلى مركز شرطة ومركز بريد ومحكمة تتبع لإسرائيل.

## صور

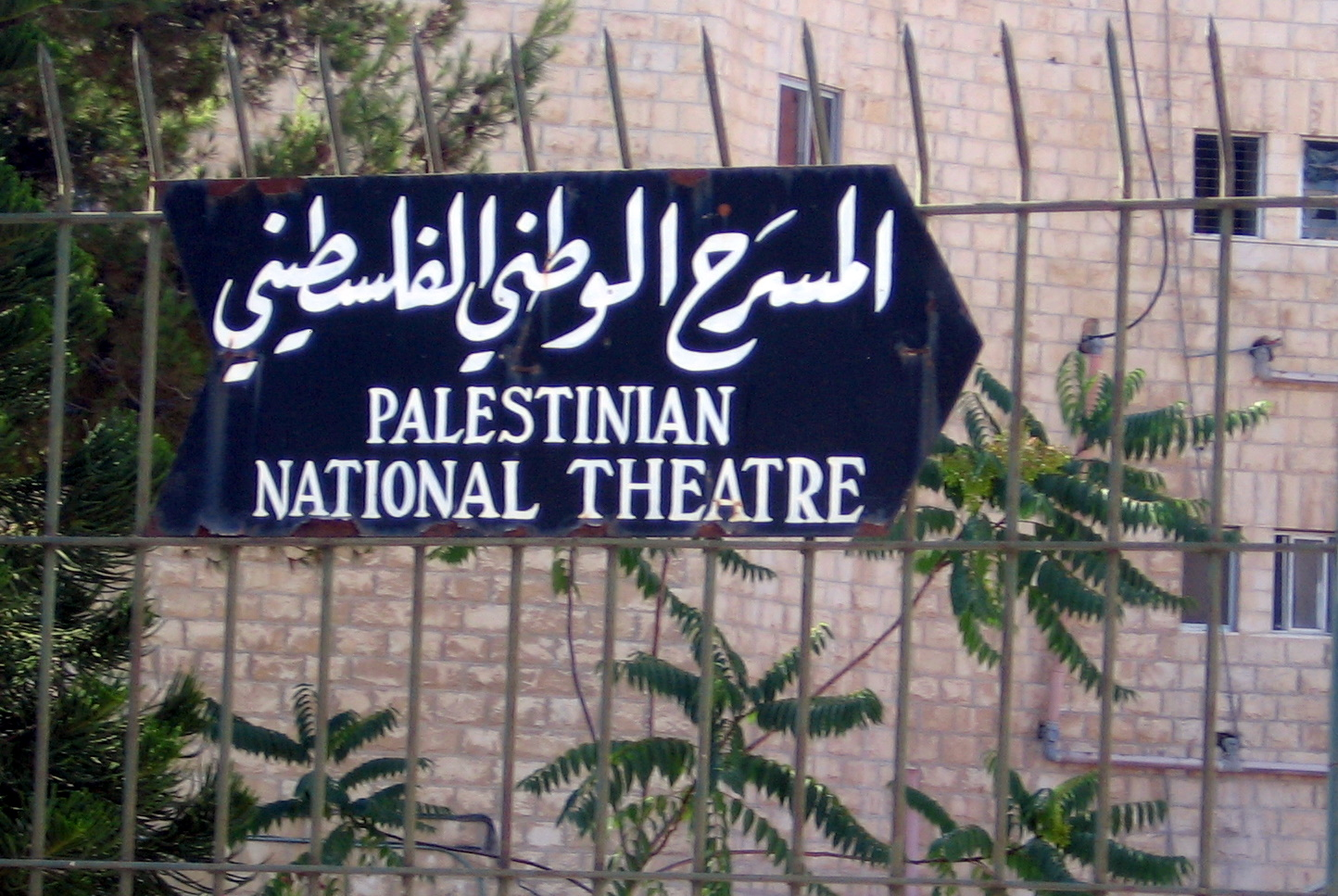
المسرح الوطني الفلسطيني
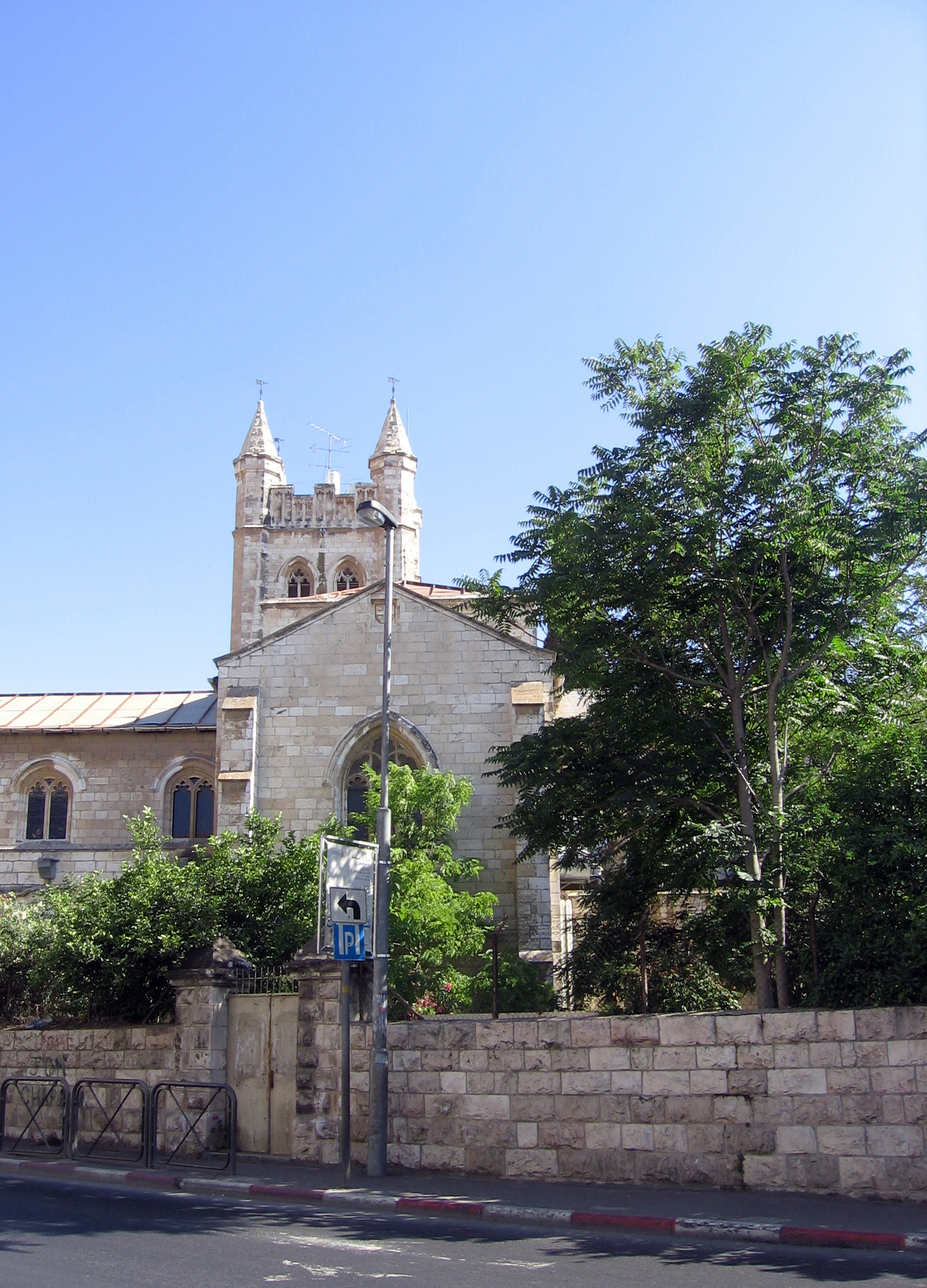
كاتدرائية القديس جورج
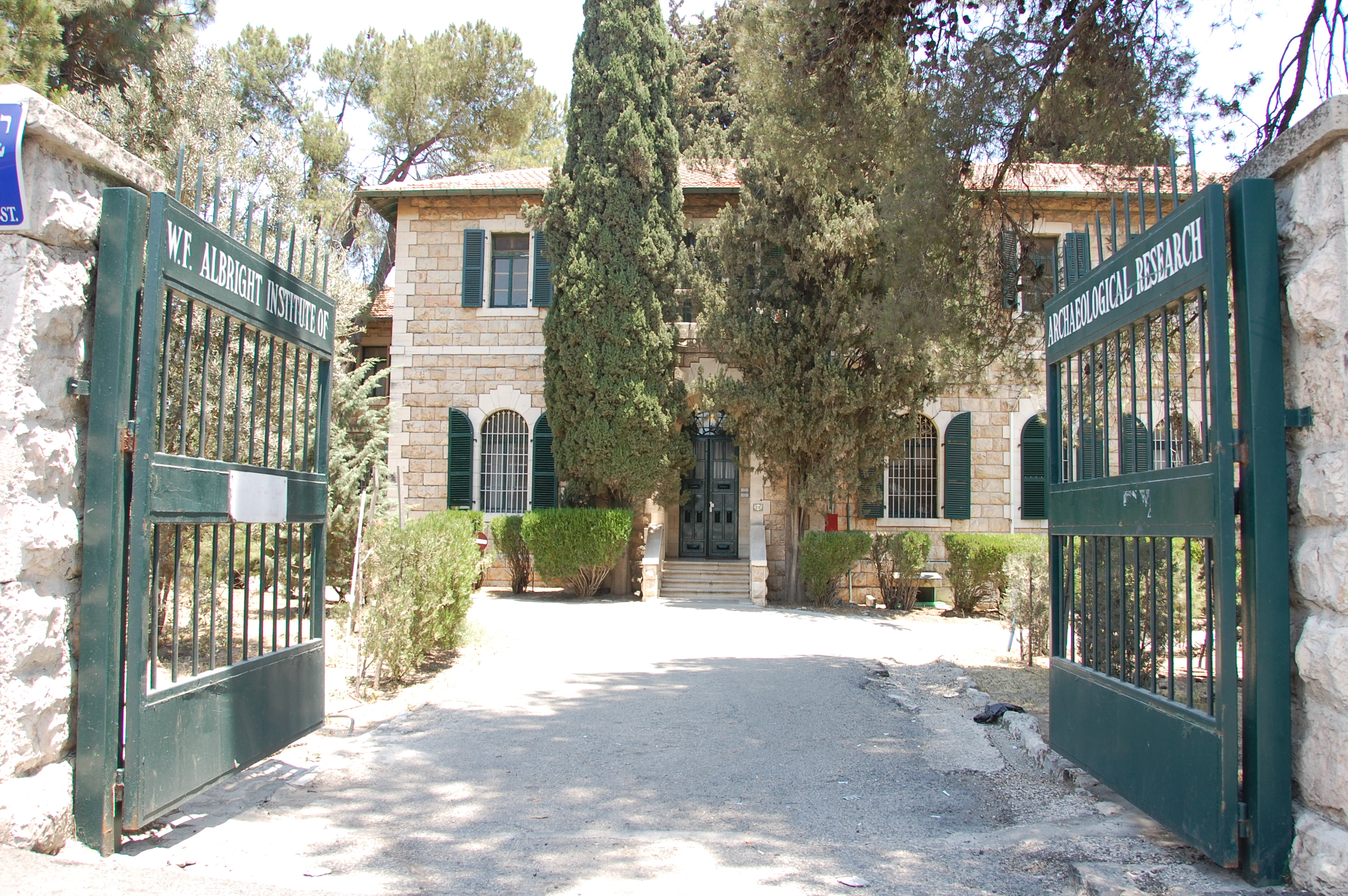
معهد أولبرايت
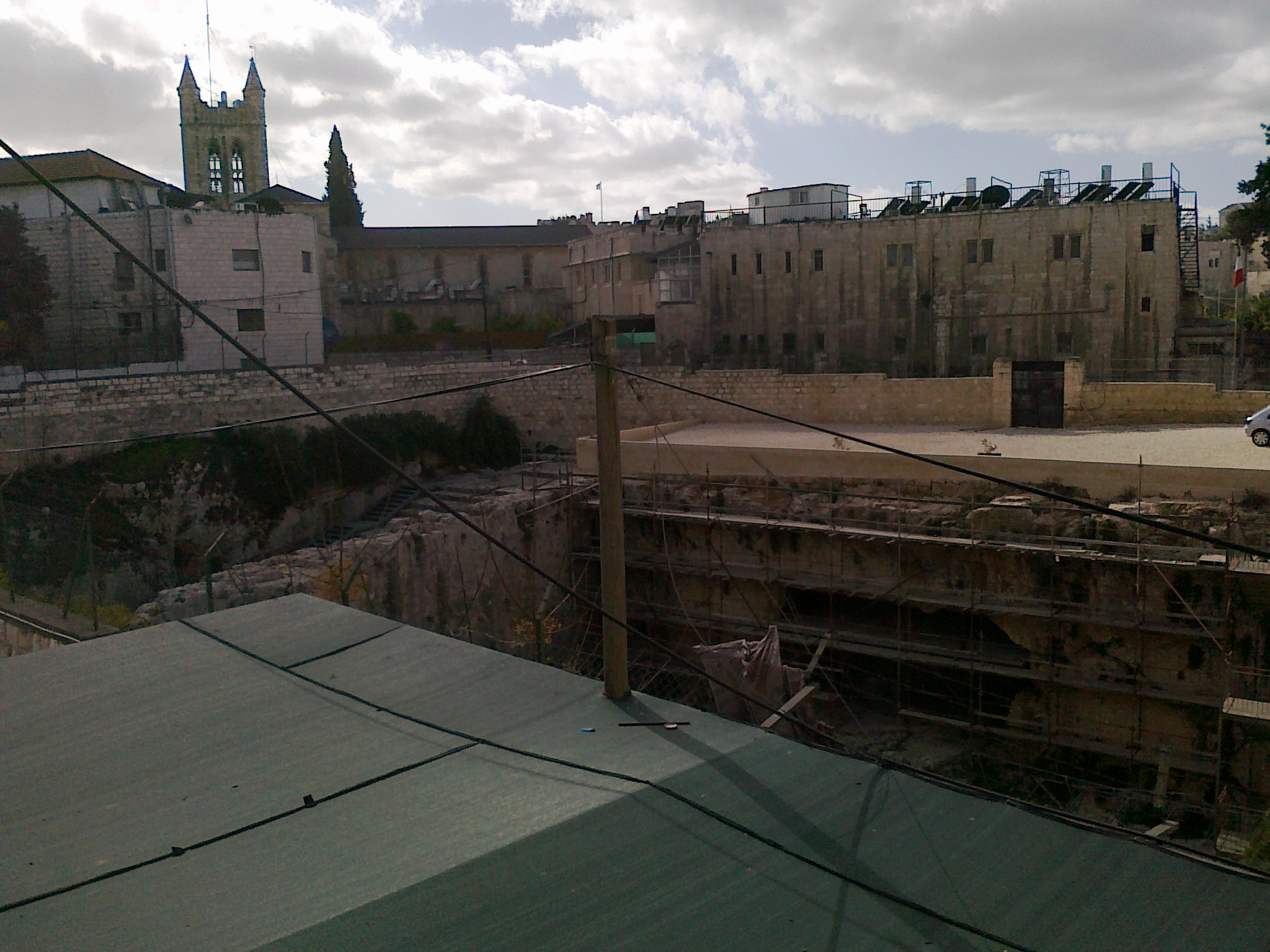
قبور السلاطين

## وصلات خارجية
- صورة جويّة لشارع صلاح الدين شمال البلدة القديمة في القدس.
- شارع صلاح الدين في القدس... أكثر الشوارع النابضة بالمدينة - بانيت
- القدس وتبدلات شارع صلاح الدين - الحوار المتمدن
- شارع صلاح الدين بالقدس.. شريان ينبض مقاومة! - صحيفة الاستقلال
- فيديو مواجهات الشبّان الفلسطينيين مع قوات الاحتلال في شارع صلاح الدين - الميادين